# Le Gosse infernal
Pour plus de détails, voir Fiche technique et Distribution.
Le Gosse infernal (Peck's Bad Boy) est un film américain réalisé par Sam Wood et sorti en 1921.
Jackie Coogan y tient le premier rôle principal à 7 ans, après avoir tourné Le Kid avec Charlie Chaplin.
Un remake intitulé Peck's Bad Boy (Mon gosse) est sorti en 1934, réalisé par Edward F. Cline.

## Synopsis
Little Henry Peck se retrouve mêlé à toutes sortes de mésaventures le mettant dans de beaux draps, au grand dam de sa mère.

## Fiche technique
- Titre original : Peck's Bad Boy
- Réalisation : Sam Wood
- Scénario : Sam Wood, Irvin S. Cobb d'après une histoire de George W. Peck
- Producteur : Irving M. Lesser
- Photographie :  Alfred Gilks, Harry Hallenberger
- Montage : W. Donn Hayes
- Distributeur : Associated First National Pictures
- Durée : 51 minutes
- Dates de sortie :
  - USA : 24 avril 1921
  - France : 24 mars 1922

## Distribution
- Jackie Coogan : Henry Peck
- Wheeler Oakman :Dr. Jack Martin
- Doris May : la sœur d'Henry
- Raymond Hatton : l'épicier
- James Corrigan : le père d'Henry

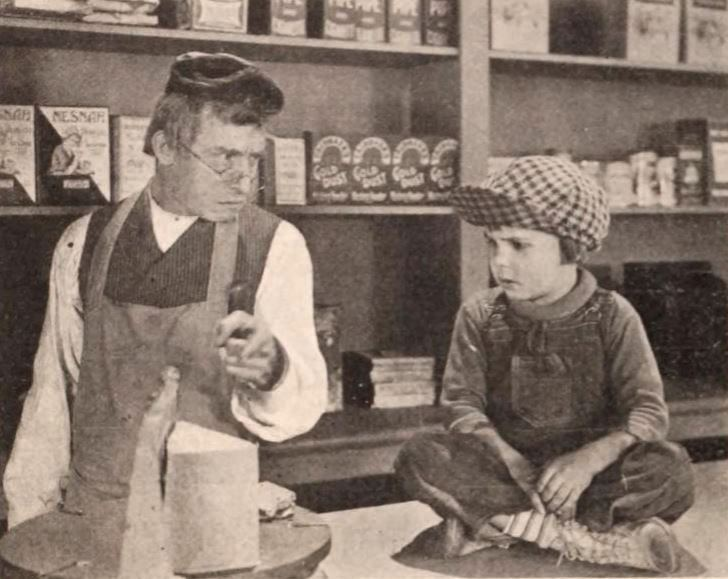
Raymond Hatton et Jackie Coogan

- Lillian Leighton : la mère d'Henry
- Charles Hatton : l'ami d'Henry
- K.T. Stevens
- Dean Riesner